# Casa del Punto de Gancho
La casa del Punto de Gancho (en valenciano: casa del Punt de Ganxo), es un edificio de viviendas situado en la plaza de la Almoina número 4 de la ciudad de Valencia (España), dentro del centro histórico de la ciudad. Su estilo arquitectónico es el modernismo valenciano. También es conocida con el nombre de casa Sancho.

## Edificio
El proyecto es obra del arquitecto valenciano Manuel Peris Ferrando y fue finalizado en 1906, tal y como consta inscrito en la parte superior de la fachada junto a las iniciales A y S. Es un edificio de viviendas construido sobre la capilla de San Valero de 1719 levantada donde se creía que fue encarcelado el obispo Valero antes de ser desterrado. La construcción está inspirada en la composición de la Casa Ciamberlani de Bruselas del arquitecto belga Paul Hankar, que es interpretada de una manera singular.
Consta de planta baja y cuatro alturas. La parte más destacada del edificio se corresponde con la fachada que da a la plaza de la Almoina. Destacan en su fachada principal su rica ornamentación vegetal con esgrafiado tipícamente modernista, su característico color rojo, los balcones, unos realizados en piedra con profusa ornamentación y otros elaborados en forja de hierro. Posee dos pequeños miradores en la primera altura, en el extremo izquierdo y derecho del edificio.